# Mezinárodní letiště San-ja Feng-chuang
Mezinárodní letiště San-ja Feng-chuang (čínsky v českém přepisu San-ja Feng-chuang kuo-ťi ťi-čchang, pchin-jinem Sānyà Fènghuáng Guójì Jīcháng, znaky zjednodušené 三亚凤凰国际机场, tradiční 三亞鳳凰國際機場, IATA: SYX, ICAO: ZJSY) je mezinárodní letiště u města San-ja, nejjižnější letiště Čínské lidové republiky. V rámci provincie a ostrova Chaj-nan se jedná o jedno ze dvou velkých mezinárodních letišť – druhým a rušnějším je mezinárodní letiště Chaj-kchou Mej-lan ležící na druhém konci ostrova u jeho severního pobřeží.
Letiště San-ja Feng-chuang leží v městském obvodě Tchien-ja přibližně jedenáct kilometrů severozápadně od centra San-ji a jen zhruba kilometr severně od břehu Jihočínského moře.
Nejvýznamnějším uživatelem letiště je společnost Hainan Airlines.